# 奧奈達 (伊利諾伊州)
奧奈達（英語：Oneida）是一個位於美國伊利諾伊州諾克斯縣的城市。

## 地理
奧奈達的座標為41°04′28″N 90°13′29″W / 41.07444°N 90.22472°W，而該地的平均海拔高度為248米（即814英尺）。

## 人口
根據2010年美國人口普查的數據，奧奈達的面積為7.11平方千米，當中陸地面積為7.11平方千米，而水域面積為0.00平方千米。當地共有人口706人，而人口密度為每平方千米99.3人。